# S Voice
S Voice是一个智慧型個人助理及知识导航工具，为一个内置的且仅可运行于三星Galaxy系列中的应用。该应用程序使用自然语言用户界面，通过委派一组Web服务请求，可回答问题，提出建议，执行行动，回答簡單問題，甚至可以在鎖定螢幕中使用捷徑。此应用基于Vlingo智能语音助手。
Galaxy S5及之后的三星Android设备中，S Voice使用Nuance代替Vlingo。
S Voice在进行部分操作时具有语音功能，包括用户提问，打开应用程序，设置提醒，更新社交网站（如Facebook或Twitter）以及导航。S Voice还提供高效的多任务处理以及部分情况下自动激活功能，例如，当用户在开车时。
在首次打开S Voice的免责声明中，三星称应用由一个第三方服务提供。
2020年6月，三星关闭S Voice。